# Cheondoísmo
Cheondoísmo, ou Chondoísmo em fontes norte-coreanas (hangul: 천도교; hanja: 天道教, Cheondogyo, lit. "religião do Caminho Celestial") é uma religião panteísta coreana do século XX, baseada no movimento religioso Donghak do século XIX fundado por Choe Je-u e codificado sob Son Byong-hi, terceiro líder do Donghak e responsável por renomeá-lo como Cheondogyo. O cheondoísmo tem suas origens nas rebeliões camponesas que surgiram a partir de 1812 durante a dinastia Joseon.
Cheondogyo traduzido literalmente significa "religião do Caminho Celestial", onde cheon (hanja: 天) significa "céu", do (hanja: 道) significa "caminho" (escrito com o mesmo caractere do Tao chinês), e gyo (hanja: 教) significa "religião", "ensino", "-ismo".
O cheondoísmo incorpora elementos do xamanismo coreano. Ele enfatiza o cultivo pessoal e o bem-estar social no mundo atual. Movimentos dissidentes incluem o Suwunismo e o Bocheonismo.

## Crenças
Com o tempo, o cheondoísmo também adaptou elementos de outras tradições religiosas coreanas, incluindo o taoismo e o budismo.
De acordo com suas raízes no pensamento confucionista, o Cheondoísmo venera Cheon ("Céu") como o princípio último do bem e da justiça, que é referido pelo termo honorífico Haneullim (한울님), ou "Divindade". De acordo com a doutrina da igreja, o termo "Haneul" não significa apenas o Céu, mas representa todo o universo, a unidade. Este título implica a qualidade do Céu como "instrutor", ou seja, uma crença de que o homem e as coisas não são criados por um Deus sobrenatural (fora da natureza), mas gerados por um Deus, divindade que já é dentro de todos os seres, vivos e não vivos.
Também de acordo com sua origem confucionista, o cheondoísmo enfatiza o cultivo pessoal na crença de que, à medida que se aprimora a natureza inata, se aproxima do Céu e que todas as coisas são iguais a Deus em termos de sua qualidade inata.

## História

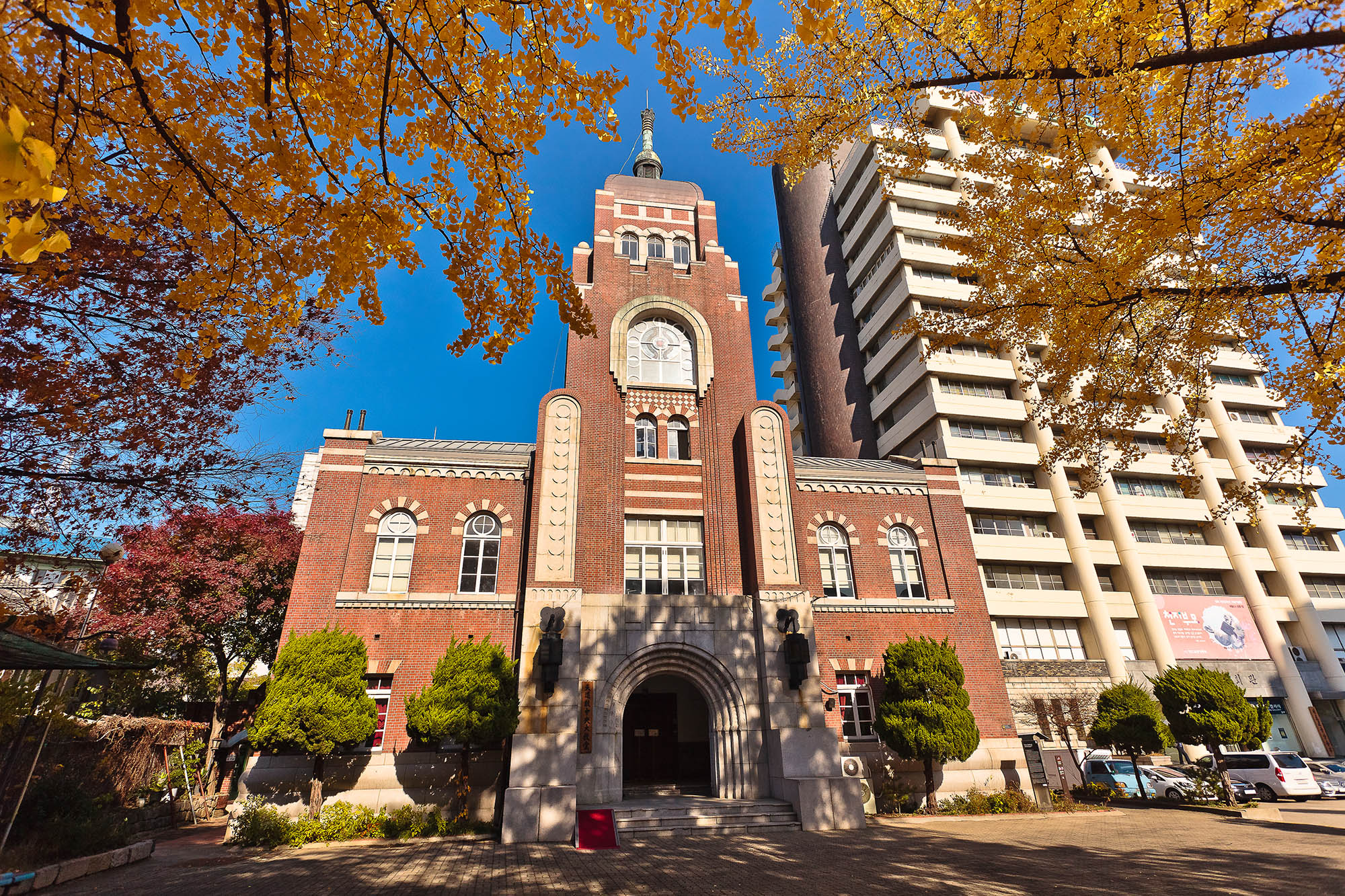
Templo Central de Cheondogyo em Seul

O cheondoísmo originou-se do Donghak (lit. "aprendizado oriental"), um movimento religioso que surgiu na Coreia do século XIX como uma reação à invasão ocidental, particularmente a disseminação do catolicismo. O movimento Donghak começou com Choe Je-u em 1860, mas tornou-se uma religião oficialmente reconhecida sob seu terceiro líder, Son Byong-hi.
Choe Je-u formulou a ideologia Donghak em 1860 como uma alternativa ao Seohak (lit. "aprendizagem ocidental"), que estava ganhando força nas classes mais baixas da Coreia devido à sua capacidade de fornecer um senso de estrutura e estabilidade além da unidade familiar. Devido à sua base em religiões estabelecidas - confucionismo, budismo e taoismo - e seu compromisso em representar os ideais orientais, o movimento rapidamente ganhou ampla aceitação entre o campesinato.
O cheondoísmo como religião evoluiu no início de 1900 a partir dos movimentos de libertação camponesa de Donghak nas províncias do sul da Coreia, particularmente a malsucedida, mas consequente rebelião de 1894. Os seguidores do Donghak foram severamente perseguidos até o estabelecimento do Tratado do Protetorado de 1905, que garantia de liberdade religiosa. Portanto, em 1º de dezembro de 1905, Son Byong-hi decidiu modernizar a religião e inaugurar uma era de abertura e transparência para legitimá-la aos olhos dos japoneses, que tinham forte influência sobre a Coreia na época. Como resultado, ele mudou oficialmente o nome de Donghak para Cheondoísmo. Em seguida, uma constituição e um Bureau Geral Central foram estabelecidos para a religião, centralizando-a e tornando-a mais acessível ao público.

## Cheondoísmo hoje
Em 2005, o cheondoísmo teria cerca de 1,13 milhão de seguidores e 280 igrejas na Coréia do Sul. Muito pouco se sabe sobre as atividades dos cheondoístas na Coreia do Norte. De acordo com estatísticas oficiais, o cheondoísmo tinha 2,8 milhões de adeptos na Coreia do Norte (12,9% da população total) em 2000. Os cheondoístas são nominalmente representados na política norte-coreana pelo pequeno partido Chondoista Chongu.
De acordo com o censo nacional de 2015, o cheondoísmo tinha cerca de 65 mil seguidores na Coreia do Sul.